# Salento (Colombia)
Salento is een gemeente in het Colombiaanse departement Quindío. De gemeente telt 7001 inwoners (2005). Door de hoge ligging in de Cordillera Central kent het stadje een koel klimaat, met een gemiddelde temperatuur van 18 graden Celsius.

## Toerisme
Salento is een zeer toeristisch stadje in de regio Koffee, met name vanwege de koloniale architectuur en veel van zijn originele baharequeconstructies, werd het historische centrum in 2011 opgenomen als werelderfgoed, als onderdeel van het "Koffiecultuurlandschap", en de uitvalsbasis voor de Cocoravallei, een vallei met een uniek ecosysteem waar waspalmen van nature voorkomen. Deze palmen werden ontdekt door de Duitse natuurvorser Alexander von Humboldt.
In de Calle Real (koninklijke straat) zijn er veel cafés en restaurants die gespecialiseerd zijn in zoetwater forel. Het loopt van het centrale plein te voet van de 250 treden, die leiden naar een uitkijkpost Alto de la Cruz. Hier de Cocora- vallei wil de uitzicht zijn.

## Afbeeldingen

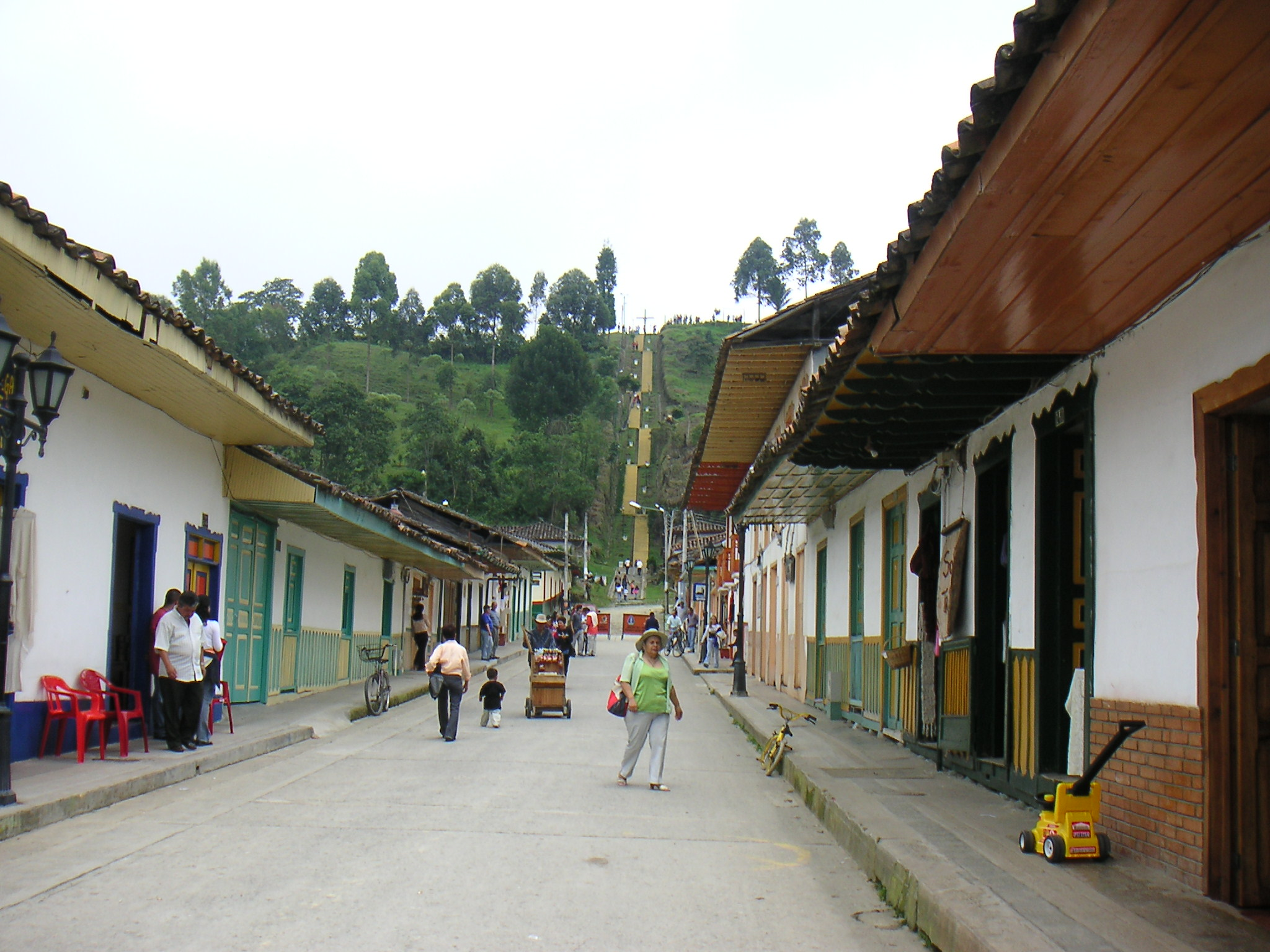
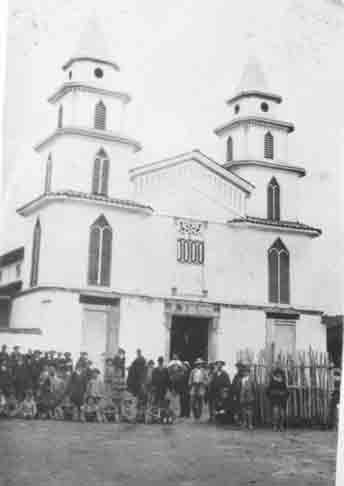
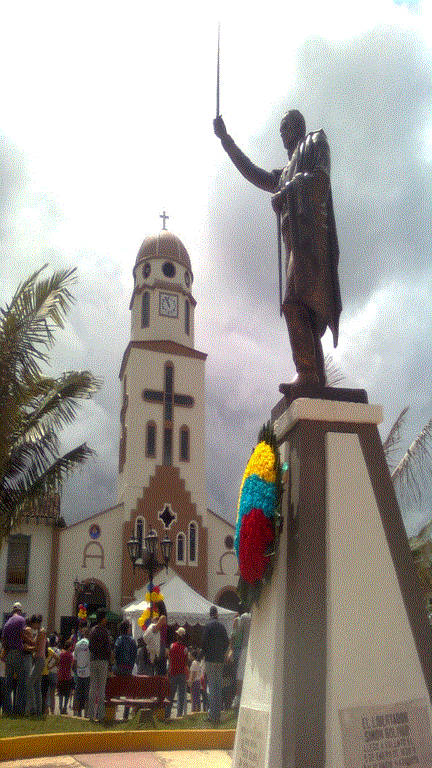
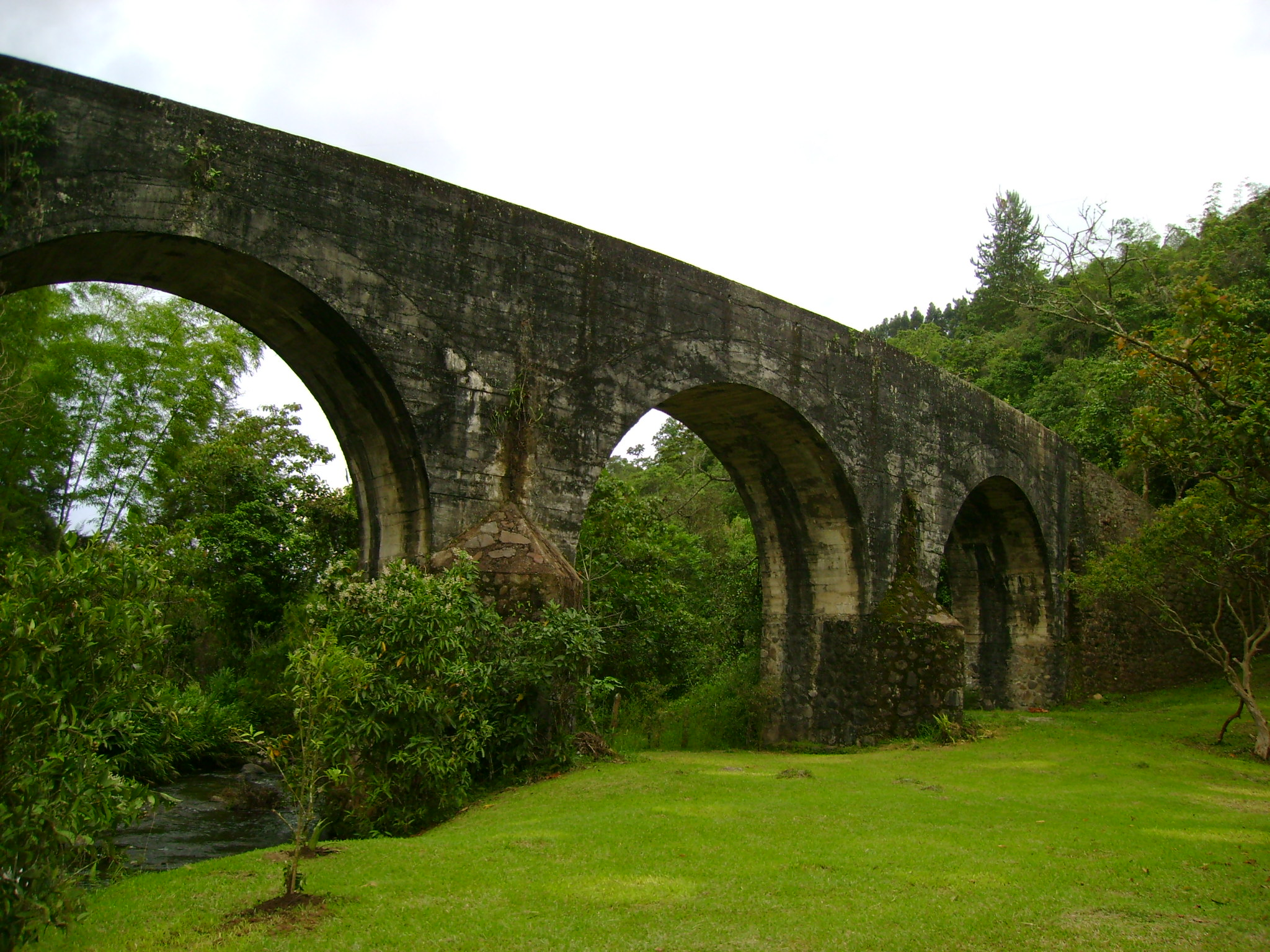
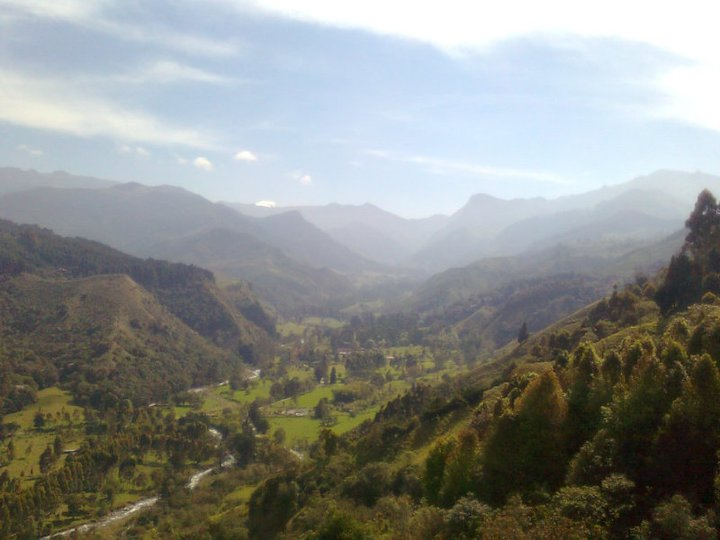
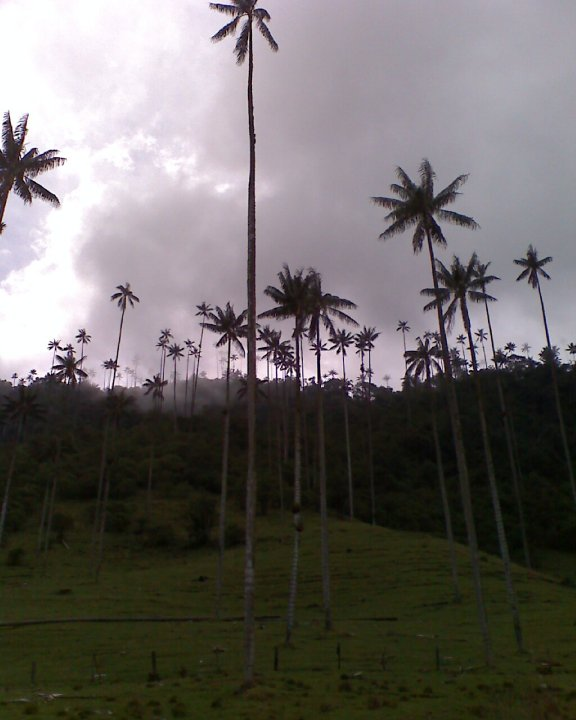

Armenia · Buenavista · Calarcá · Circasia · Córdoba · La Tebaida · Montenegro · Filandia · Génova · Pijao · Salento · Quimbaya